# 死開啲啦
《死開啲啦》（英語：Get Outta Here）是2015年上映的港產片，由林德信、雷深如（J.Arie）、張繼聰、吳浣儀、河國榮、盧覓雪主演，梁國斌執導。

## 故事簡介
講述在香港酣睡百年的殭屍鄧顯祖（林德信），埋葬位置變成地盤，他被驚醒後身處21世紀的香港，生前是富家大少爺，醒來卻連劏房都住不起。阿祖在機緣巧合下跟港女Apple（J.Arie）住進殘舊的唐樓，樓宇正面臨收購，剩下Apple一家成為「釘子戶」，同屋的還有嫲嫲（吳浣儀）和英國人租客Dickens（河國榮）。地產商許太（盧覓雪）和其下屬崔文英（張繼聰）與阿祖都是殭屍，收樓後將會建骨灰龕，死人的住屋和死人的陰宅糾結在一起。

## 演員
- 林德信
- 雷琛瑜
- 張繼聰
- 河國榮
- 吳浣儀
- 盧覓雪
- 羅永昌
- 車婉婉
- 小肥
- 陳勉良
- 蔚雨芯
- 許思敏
- 游飈

## 獎項及提名
| 獎項                 | 類別       | 名字   | 結果 |
| 第35屆香港電影金像獎 | 最佳新演員 | 雷深如 | 提名 |
| -------------------- | ---------- | ------ | ---- |

## 外部連結
- 香港影庫上《死開啲啦》的資料（繁體中文）